# Paratrigona anduzei
Paratrigona anduzei là một loài Hymenoptera trong họ Apidae. Loài này được Schwarz mô tả khoa học năm 1943.